# 아벌 타스만
아벌 얀손 타스만(네덜란드어: Abel Janszoon Tasman [ˈaːbəl ˈjɑnsoːn ˈtɑsmɑn], 1603년~1659년 10월 10일)은 네덜란드 출신의 탐험가이자 항해가이다.

## 생애
1603년 네덜란드 흐로닝언주의 작은 마을에서 태어났다.
1632년 네덜란드 암스테르담의 네덜란드 동인도 회사에 입사해 근무 도중 1639년 ~ 1641년 필리핀, 대만, 일본 연안의 여러 섬들을 발견하고 탐험하였다.
1642년 ~ 1643년의 항해에서 유럽인으로서는 처음으로 태즈메이니아섬과 뉴질랜드, 뉴기니섬을 발견한 것으로 유명하다.
1644년 ~ 1648년에는 다시 대륙 연안을 탐험했고 통가와 피지, 비스마르크섬들을 이 방면에 관한 많은 지리학 지식을 넓혔다. 그러나 당시 향료 무역에만 열중하던 네덜란드 당국자들의 무관심으로 그가 발견한 지역은 방치되었다.
1659년 10월 22일 인도네시아 바타비아에서 병사했다.

## 영향
다른 여러 탐험가처럼 타스만의 이름은 여러 지명에 남아 있다. (국제수로기구와 관련된 지명은 미국식 발음, 내륙은 현지어의 발음을 따름)
- 태즈메이니아섬
  - 태즈먼 반도
  - 태즈먼해
- 뉴질랜드
  - 태즈먼 만
  - 타스만 빙하
  - 타스만 호
  - 타스만 강
  - 타스만 산